# Krzywda (herb szlachecki)
Krzywda – polski herb szlachecki.

## Opis herbu
W polu błękitnym podkowa srebrna ocelami w dół zwrócona. W środku niej krzyż kawalerski złoty. Na niej umieszczony krzyż kawalerski złoty bez prawego ramienia. W klejnocie nad hełmem w koronie trzy pióra strusie.

## Legenda herbowa
Herb nawiązuje do rodowej legendy mówiącej o tym jak jeden z Lubiczów brata przy podziale ojcowizny zabił lub skrzywdził.
Opartą na legendzie tezę o nazwie herbu "Krzywda" obalił w sposób jasny i oczywisty kustosz Archiwum Głównego Aleksander Włodarski który we wstępie do swojego  opracowania "Krasnodębscy Herbu Krzywda" wydanego drukiem w 1927 roku tak oto wyjaśnia całą sprawę:
Że ten herb od herbu Lubicza wziął swoje początki, wszystka symetryja tego herbu zgadzająca się z Lubiczem pokazuje, tylko się tem jeden od drugiego różni, że w Lubiczu cały krzyż na wierzchu podkowy, tu tylko połowa.
Podanie, że ta odmiana nastąpiła wskutek krzywdy, uczynionej przy podziale dóbr między braćmi, nie odpowiada dawnym zwyczajom; działy majątków dopełniane były przy pomocy  compositores (dzielców), lub arbitrów obieranych przez strony, a więc o krzywdach mowy być nie może, zmieniać herb tylko król lub książę miał prawo za karę winowajcy, sprawy zaś sporów rodzinnych były tak częste i powszechne, że tylko pokrzywdzony mógł odmienić swe godło, nie chcąc mieć nic wspólnego z występnymi.

## Najwcześniejsze wzmianki
Bartosz Paprocki pisze o nim: "O klejnocie Krzywda, który tak dawno skrypta tem nazwiskiem opowiedają, ten ma początek od Lubicza, jeśli przyjęt, albo też za jakie ukrzywdzenie krzyża połowę odjęto, tego dostatecznie wiedzieć nie mogę" Do najstarszych rodów należących do tego herbu Paprocki zalicza: Łazowskich, Kierz(sz)kowskich, Pogorzelskich, Sankowskich, Sienickich i Święcickich.  Herb powstał przypuszczalnie w późnym średniowieczu jako mutacja herbu Lubicz. Najbardziej rozpowszechniony na Mazowszu, Litwie i w Prusach. Występuje również na Podkarpaciu (daw. rzeszowskie) na obszarach Weryni, Kolbuszowej i Lipnicy.

## Herbowni
Najpełniejszą listę herbownych stworzył Tadeusz Gajl w Herbarzu polskim od średniowiecza do XX wieku z 2007 roku. Lista zawiera 111 nazwisk:
Antoszewicz, Antuszewicz, Augustowicz, Bajkowski, Baykowski, Bejdo, Beyd, Białojezierski, Bogucki, Bogumiłł, Bogusławski, Bohumił, Borkowski, Chmara, Chmura, Chrząstkowski, Chrząstowski, Czarnocki, Danowski, Dalkiewicz, Danowski, Daynowski, Dembowicz, Dinowski, Dobrowolski, Dorożyński, Duńczewski, Gałązkowski, Garliński, Gawryłkowicz, Gawryłowicz, Gilewicz, Gorliński, Goski, Grochowski, Grodecki, Hawryłkiewicz, Huściło, Kierzkowski, Kieszkowski, Kiszkowski, Kobyliński, Koiszewski, Koiszowski, Kozikowski, Krasnodębski, Kruszyński, Ksieniewicz, Kudrycki, Kudrzycki, Kulczycki, Lazowski, Listopacki, Listopadzki, Łapa, Łappa, Łazeński, Łazewski, Łaziński, Łazowski, Łoziński, Łozowski, Maciorkowski, Milik, Moniuszko, Muczyński, Nahojewski, Nahojowski, Nahujewski, Niewęgłowski, Obniski, Panasiewicz, Pisulski, Pluto, Pogorzelski, Poleski, Polewski, Ragniewicz, Ratyński, Rojek, Rzewuski, Sankowski, Santecki, Santocki, Sańkowski, Sienicki, Siennicki, Siękowski, Soczycki, Soszycki, Soszyński, Stankiewicz, Suchodolski, Szańkowski, Szarkiewicz, Szarkowski, Szczubielski, Ślaski, Święcicki, Tarasewicz, Tarasowicz, Trzciński, Tubielewicz, Tubilewicz, Węglowski, Węgłowski, Wróblewski, Zazuliński, Zgorzelski, Znamięcki, Znaniecki, Żnajedzki.